# کوتالیگودا
کوتالیگودا (به لاتین: Kotaligoda) یک منطقهٔ مسکونی در سری‌لانکا است که در استان مرکزی (سری‌لانکا) واقع شده‌است.